# Фрауло, Оскар
О́скар Луи́джи Фра́уло (дат. Oscar Luigi Fraulo; род. 6 декабря 2003, Оденсе, Дания) — датский футболист, полузащитник мёнхенгладбахской «Боруссии» и молодёжной сборной Дании.

## Клубная карьера
Дебютировал в составе молодёжной команды клуба против сверстников из «Раннерс» 2 февраля 2020 года. В 2021 году сыграл в Лиге Резервистов за вторую команду клуба. В августе 2021 года стал игроком основной команды. 10 августа 2021 года дебютировал за «Мидтьюлланн» в квалификации Лиги Чемпионов в матче третьего круга с ПСВ. В Кубке Дании сыграл против «Кьеллеруп».
В феврале 2022 года дебютировал в датской Суперлиге против «Ольборга».
24 июня 2022 года Фрауло подписал четырёхлетний контракт с клубом Бундеслиги «Боруссия Мёнхенгладбах».
В конце августа 2023 года стало известно, что футболист отправляется в «Утрехт» на правах аренды до конца сезона. 22 августа 2024 году «Утрехт» объявил о возвращении Фрауло на правах аренды до конца сезона-2024/25.

## Карьера в сборной
Играл за сборные Дании до 16, 17 и 19 лет.